# Wind-Up Records
Wind-up Entertainment Inc. este o companie privată înființată în martie 1997 atunci când Alan și Diana Meltzer au cumpărat Grass Records. Wind-up Records, o divizie a Wind-up Entertainment, este în prezent cea mai mare casă de discuri independentă de pe teritoriul SUA și e distribuită de Sony BMG Music Entertainment mondial, excluzînd Canada, unde Wind-up Entertainment Canada Inc. este distribuită de Warner Music Group.

## Artiști
- 12 Stones
- Ben Moody
- Breaking Point
- Evanescence
- The Exit
- Finger Eleven
- Megan McCauley
- Omnisoul
- People in Planes
- Pilot Speed
- Scott Stapp
- Seether
- Stars Of Track And Field
- Stefy
- Strata
- Submersed

## Soundtrack
- Daredevil: The Album
- Elektra: The Album
- Fantastic 4: The Album
- John Tucker Must Die Soundtrack
- The Punisher: The Album
- Scream 3: The Album
- Walk The Line Soundtrack